# Gasztony
Gasztony (németül: Gasting) község Vas vármegyében, a Szentgotthárdi járásban.

## Fekvése
A falu a Rába völgyében, a Lahm patak bal partján fekszik. Területén végighúzódik a 8-as főút is, lakott területének főutcája azonban csak egy öt számjegyű út, a 74 171-es, ami Csákánydoroszlón ágazik ki a 7451-es útból és Gasztony nyugati szélén túl a 8-asba torkollva ér véget.
A település mellett halad el a Szombathely–Szentgotthárd-vasútvonal is, a legközelebbi megállási pont (Rátót megállóhely) a szomszédos Rátót területén található, a településtől mintegy másfél kilométerre.

## Története
1269-ben Goszton néven említik először. Neve a szláv goszt (= vendég) főnévből származik. Más feltevés szerint azonban a francia eredetű Gaszton személynévből ered. A középkor folyamán a források többnyire együtt említik a szomszédos, azóta elpusztult Kövesszarv nevű településeel. 1271-ben Terra Kueszoru, 1375-ben Poss. Kweszarm et Gozton, 1436-ban Gozthon, 1452-ben Joh. Gozthon de Kweszarm, 1454-ben Joh. de Gozthon filius Michaelis de Keueszorm, 1455-ben Kweszarw aliter Gozton alakban szerepel az írott forrásokban.
Vályi András szerint "GASZTONY. Gaszting. Magyar falu Vas Vármegyében, földes Urai Boros, és más Urak, lakosai katolikusok, fekszik Raba Szent Mihálynak szomszédságában, és annak filiája, határja jó termékenységű, ’s vagyonnyai is külömbfélék, második Osztálybéli."
Fényes Elek szerint "Gasztony, magyar falu, Vas vmegyében, Csákányhoz óranegyedre: 494 kath., 5 evang. lak. Termékeny határ. Kövér rétek. F. u. közbirtokosok. Ut. p. Rába-Sz. Mihály."
Vas vármegye monográfiájában "Gosztony, magyar község, a gráczi vasút mentén, 119 házzal és 806 r. kath. és ág. ev. lakossal. Postája és távírója Rátót. A Goszthonyiak ősi fészke. Templomának külső falába egy arabs feliratú kő van falazva, melyről nem tudni, hogy honnét került ide. Itt van Pázmándy Dénes csinos, emeletes úrilaka és özv. Batthyányi Béláné gazdasága."

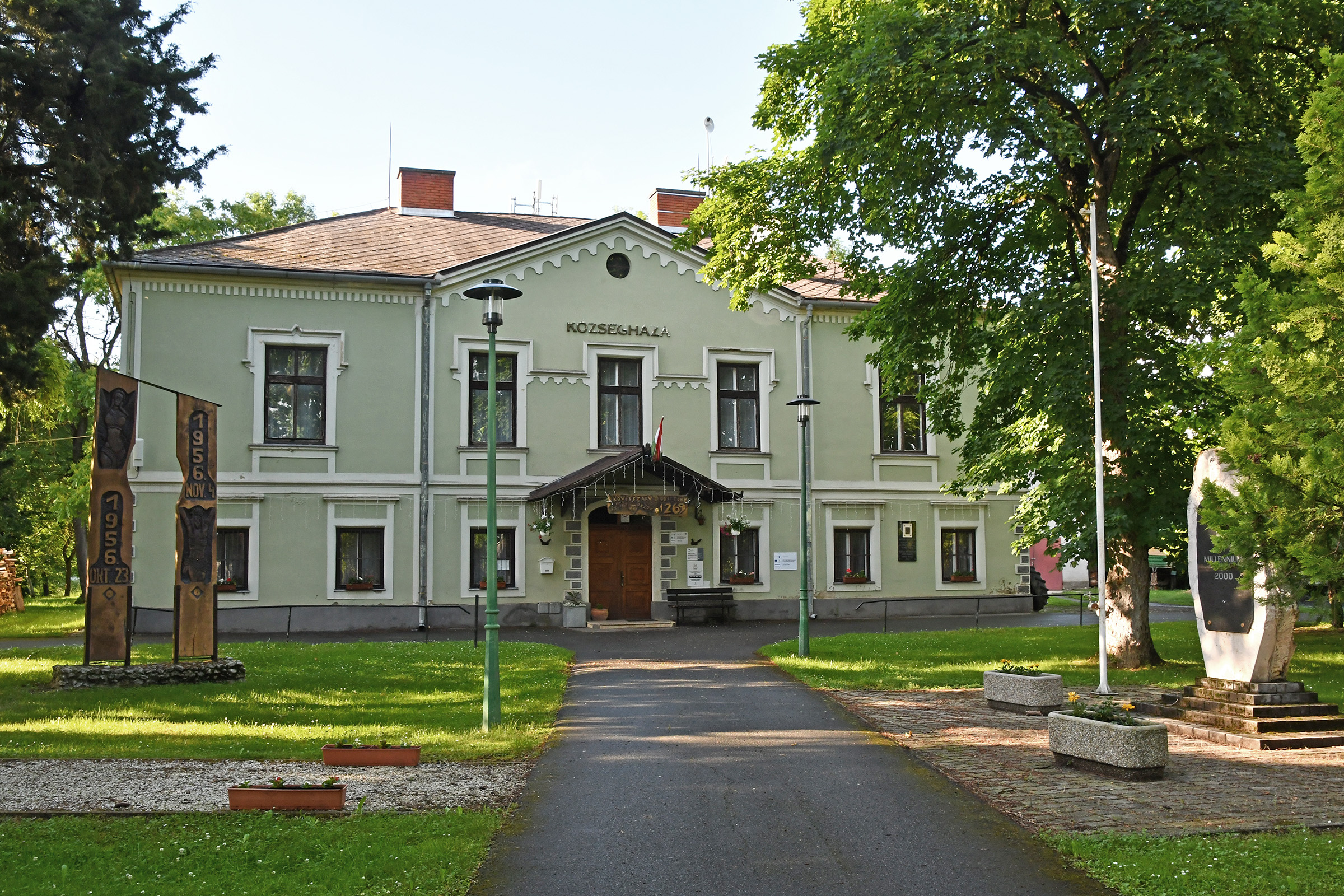
A kastély

1910-ben Gasztonynak 823 magyar lakosa volt. Vas vármegye Szentgotthárdi járásához tartozott.

## Címere
Tárcsapajzson, kék mezőben, aranykoronából kiemelkedő vörösruhás kar ezüst kürtöt tart. A heraldikai korona arany, a pajzstakaró vörös, a sisakdísz szintén aranykoronából kiemelkedő vörösruhás kar. A pajzson lévő sisak ezüst.
A címer a Gasztony család (Kövesszarvi ág) címeres levelének (kelt: 1467. Mátyás király adományozásával) hű felhasználásával készült.

## Közélete

### Polgármesterei
- 1990–1994: Deák László (független)[7]
- 1994–1998: Soós Imre (független)[8]
- 1998–2001: Deák László (független)[9]
- 2001–2002: Ifj. Kóczán István (független)[10][11]
- 2002–2006: Ifj. Kóczán István (független)[12]
- 2006–2010: Kóczán István (független)[13]
- 2010–2014: Kóczán István (független)[14]
- 2014–2019: Nagy Szabolcs (Jobbik)[15]
- 2019–2024: Nagy Miklós (független)[16]
- 2024– : Nagy Miklós (független)[1]

A településen 2001. október 14-én időközi polgármester-választást tartottak, az előző polgármester lemondása miatt.

## Népesség
A település népességének változása:
| Lakosok száma | 445  | 430  | 422  | 424  | 438  | 428  | 419  |
|               | 2013 | 2014 | 2015 | 2021 | 2022 | 2023 | 2024 |

A 2011-es népszámlálás során a lakosok 95,3%-a magyarnak, 2,1% németnek, 0,2% szlovénnek, 0,2% románnak mondta magát (4,4% nem nyilatkozott; a kettős identitások miatt a végösszeg nagyobb lehet 100%-nál). A vallási megoszlás a következő volt: római katolikus 80,2%, református 2,1%, felekezet nélküli 5,3% (11,2% nem nyilatkozott).
2022-ben a lakosság 92,7%-a vallotta magát magyarnak, 3,2% németnek, 1,8% szlovénnek, 0,7% ukránnak, 0,5% lengyelnek, 0,2% cigánynak, 0,2% ruszinnak, 2,5% egyéb, nem hazai nemzetiségűnek (5,9% nem nyilatkozott; a kettős identitások miatt a végösszeg nagyobb lehet 100%-nál). Vallásuk szerint 55,3% volt római katolikus, 2,7% református, 0,5% evangélikus, 0,5% ortodox, 0,2% görög katolikus, 1,1% egyéb keresztény, 1,4% egyéb katolikus, 5,9% felekezeten kívüli (32,4% nem válaszolt).

## Nevezetességei
- A Sarlós Boldogasszony tiszteletére szentelt római katolikus temploma 1789-ben épült, benne török eredetű emlékekkel, amelyek egy II. József korában ott szolgáló diplomata révén kerültek ide.
- A Pázmándy-kastély barokk eredetű, ma a polgármesteri hivatal és a kultúrház működik benne.

## Híres emberek
- Itt született 1742. szeptember 7-én Hertelendy Gábor huszár altábornagy, a Katonai Mária Terézia-rend tagja, a 12. Nádor huszárezred megalapítója.
- Itt született 1843. július 8-án Széll Kálmán pénzügyminiszter, majd miniszterelnök és belügyminiszter.

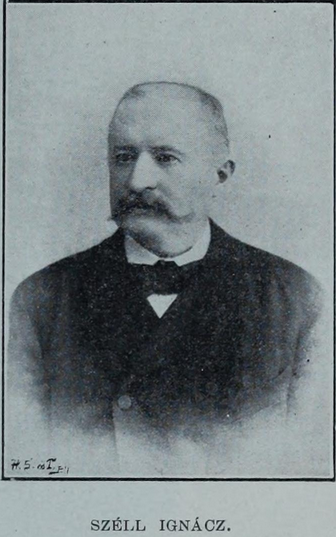
Széll Ignác

- Itt született 1845-ben Széll Ignác Vas vármegye alispánja, államtitkár.

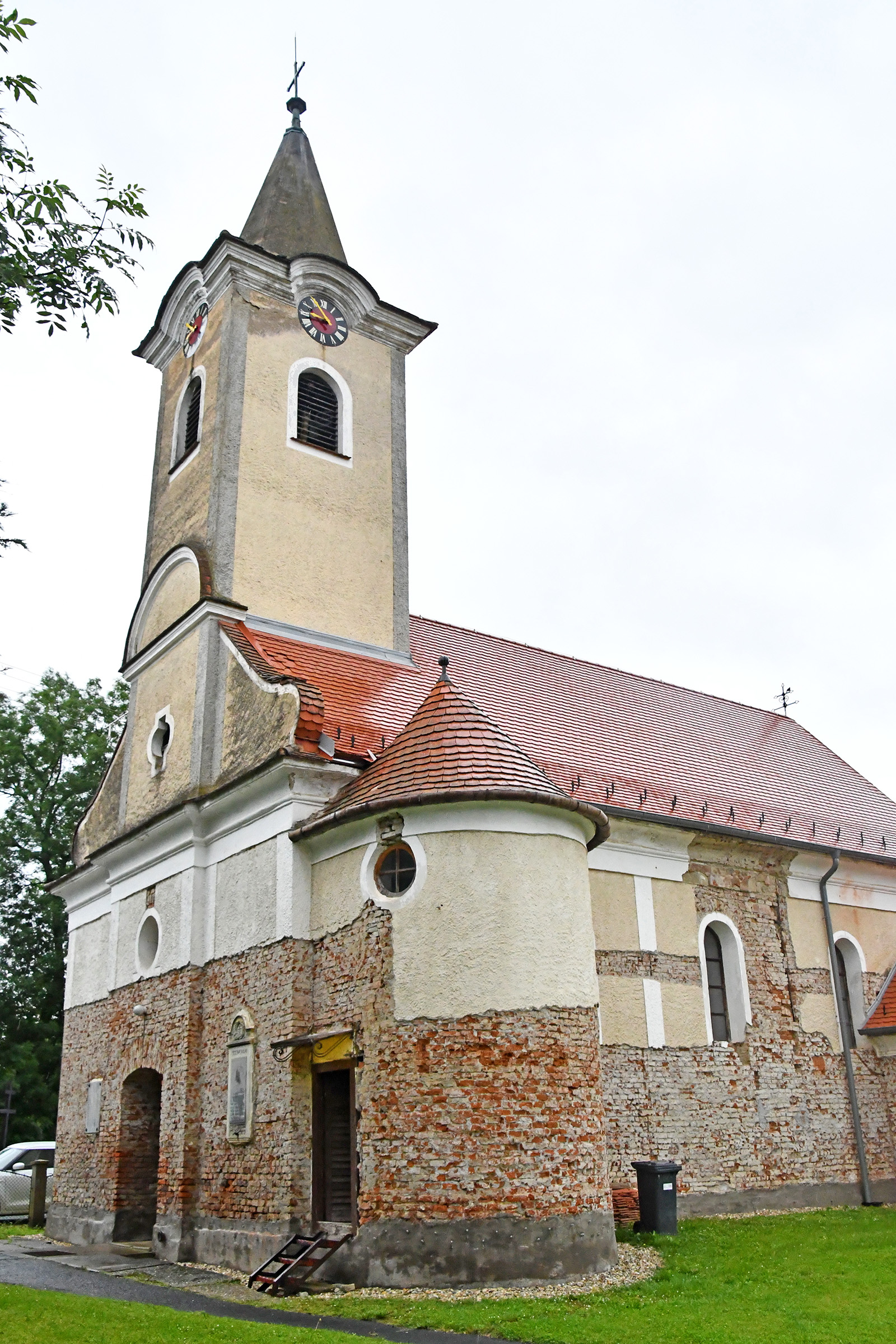
A római katolikus templom

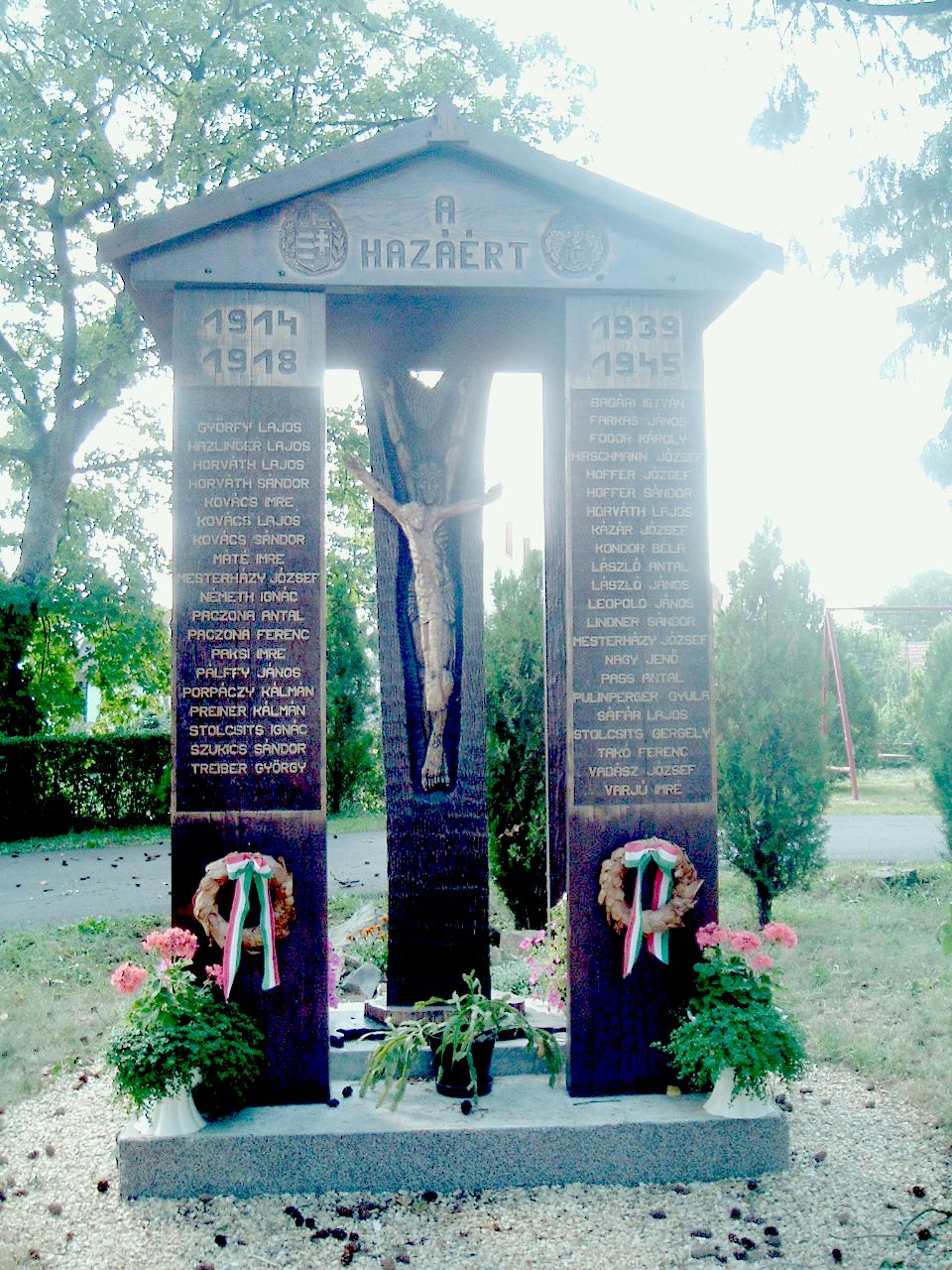
Az I. és II. világháborús hősök emlékműve